# Catawba (thị trấn), Wisconsin
Catawba là một thị trấn thuộc quận Price, tiểu bang Wisconsin, Hoa Kỳ. Năm 2010, dân số của thị trấn này là 269 người.